# Macrojoppa nigrofasciata
Macrojoppa nigrofasciata är en stekelart som beskrevs av Joseph Kriechbaumer 1898. Macrojoppa nigrofasciata ingår i släktet Macrojoppa och familjen brokparasitsteklar. Inga underarter finns listade i Catalogue of Life.